# 噻吨
噻吨（英語：thioxanthene）是一种杂原子稠环化合物，化学式C13H10S。为呫吨中氧原子被硫原子取代得到。其结构与性质与吩噻嗪有关，其衍生物被用作为第一代抗精神病藥物，用于治疗精神分裂症等精神病。

## 衍生物
噻吨衍生物常作为神经抑制剂，被称为噻吨类神经抑制剂。其噻吨环的9号位（即S原子的对位）通过双键与烷基相连，2号位与不同的取代基取代，形成不同的抗精神疾药物：
- 氯普噻吨（英语：Chlorprothixene）、氯哌噻吨（英语：Clopenthixol）、珠氯噻醇（英语：Zuclopenthixol）等，2号位取代基为-Cl
- 氟哌噻吨（英语：Flupenthixol），2号位取代基为-CF3
- 替沃噻吨（英语：Thiothixene），2号位取代基为-SO2-N(CH3)2

因为1号位以双键链接，所以存在顺反异构体。只有顺式结构才有生物活性，反式结合几乎无活性。
这些噻吨类药物作为拮抗剂主要作用于大脑多巴胺受体D2，同时也会作用于5-羟色胺受体、肾上腺素受体和组织胺受体等其他受体并引起副反应。
在药物结构分类上，与吩噻嗪类药物有关，两者结构区别在于吩噻嗪的10号位的氮原子被双键取代。